# Лихославль
Лихосла́вль — город (с 1925) в Тверской области России.
Административный центр Лихославльского округа. Вместе с тремя сельскими населёнными пунктами до 17 апреля 2021 года образовывал городское поселение город Лихославль в связи с преобразованием Лихославльского муниципального района в Лихославльский муниципальный округ.
Население — 11 017 чел. (2021).
К 17 апреля 2021 года был наделён статусом города окружного значения в связи с преобразованием района в муниципальный округ.

## География
Город расположен на железнодорожной линии Москва — Санкт-Петербург между Тверью и Вышним Волочком, в 41 км к северо-западу от Твери.
На юге города протекает малая речка Черемушка, которая на юго-востоке впадает в искусственное озеро Лихославльское, образованное в целях снабжения водой станции Лихославль в 1906 году.

## История
Лихославль возник на месте сельца Осташково, своё имя он приобрёл в начале XX века. Первое упоминание о сельце Осташково встречается в писцовых книгах Новоторжского уезда 1624 года. Первое упоминание об имении Лихославль встречается в ревизских списках 1816 года. Это вотчина капитана Ивана Ивановича Сулина, в которой насчитывалось 18 крестьян, 23 дворовых человека. В 1848 году на карте Тверской губернии имение Лихославль обозначено одним двором на берегу реки Лихославки (приток Кавы).
30 мая 1870 года Осташково, через которое прошла Николаевская железная дорога, стало железнодорожным узлом — открылось движение поездов на Торжок.

В 1896 году в Лихославле насчитывалось 228 человек. В 1907 году станция Осташково переименована в станцию Лихославль, так как грузы часто путались и отправлялись в уездный Осташков и наоборот. По данным переписи 1907 года на станции Лихославль было 209 дворов.
- Железнодорожное училище города в 1907 году
- Лихославль в 1904 году

В 1925 году указом ВЦИК Лихославлю присвоен статус города.
С 1937 по 1939 годы Лихославль был административным центром Карельского национального округа.
В 1997 году создана Национально-культурная автономия (НКА) тверских карел с центром в Лихославле. Издаётся газета «Карельское слово».
12 июня отмечается день города Лихославля и Лихославльского района.

## Экономика
В городе работают следующие предприятия:
- ООО «Мармеладная сказка». Продукцию ООО «Мармеладная сказка» знает и любят в России и за её пределами. Лихославльский мармелад — бренд Лихославля и Тверской области. В 2018 году линейку мармеладных десертов дополнил зефир, а в 2024 году — мармелад в шоколаде. Рядом с производством находится туристический комплекс «Мармеладное царство».
- АО «Лихославльский радиаторный завод» является ведущим производителем алюминиевых и медно-латунных теплообменников для автомобильной промышленности России;
- ООО «Лихославльский завод „Светотехника“» — крупнейший российский производитель светотехнического оборудования;
- ЗАО «Художественные промыслы» — производство керамических изделий. На базе производства создан туристический объект с мастер-классами, экскурсиями;
- ООО «Формула жизни» — действует с 2014 года, входит в состав группы компаний «Диадар». Крупный и современный завод по производству батончиков здорового питания. В 2023 году появилась линия по производству таблетированных подсластителей.
- ООО «ВитОМЭК» — производство кормовых добавок для сельскохозяйственных животных и птицы;
- ОП ЗАО «Торжокская обувная фабрика». Фабрика входит в группу компаний «Восток-Сервис» по выпуску специальной обуви для промышленных предприятий. В 2023 году открыта линия по впуску респираторов.
- АО «Лихославльавтодор».

## Культура
- Карельский национальный краеведческий музей (филиал Тверского государственного объединённого музея)[5];
- Лихославльская библиотека им. Владимира Соколова[6];
- Центр дополнительного образования и развития;
- Центр культуры и досуга;
- газета «Наша жизнь»;
- православная церковь Успения Пресвятой Богородицы;
- памятник поэту Владимиру Соколову, уроженцу Лихославля (установлен в 2016 году)[7]. С 2018 года в Лихославле ежегодно проводится поэтический фестиваль «Соколовские чтения», посвящённый памяти поэта Владимира Соколова[8];
- памятник Михаилу Козыреву.

## Образование
В Лихославле имеются:
- филиал Калашниковского колледжа;
- Лихославльская детская школа искусств;
- детско-юношеская спортивная школа;
- три средние общеобразовательные школы (№ 1, Школа № 2, № 7).

## Население
| 1859    | 1920    | 1923    | 1926    | 1931    | 1939    | 1959    | 1970    |
| ------- | ------- | ------- | ------- | ------- | ------- | ------- | ------- |
| 361     | ↗1885   | ↗1992   | ↗2962   | ↗3100   | ↗7666   | ↗9470   | ↗11 709 |
| 1979    | 1989    | 1992    | 1996    | 1998    | 2000    | 2001    | 2002    |
| ↗12 832 | ↗13 449 | ↘13 400 | →13 400 | →13 400 | ↘13 300 | ↘13 100 | ↘12 515 |
| 2003    | 2005    | 2006    | 2007    | 2008    | 2009    | 2010    | 2011    |
| ↘12 500 | ↘12 200 | ↘12 100 | ↘11 900 | ↘11 800 | ↗11 838 | ↗12 257 | ↗12 300 |
| 2012    | 2013    | 2014    | 2015    | 2016    | 2017    | 2018    | 2019    |
| ↘12 170 | ↗12 207 | ↘12 078 | ↘12 025 | ↘11 930 | ↘11 790 | ↘11 594 | ↘11 481 |
| 2020    | 2021    |         |         |         |         |         |         |
| ↘11 408 | ↘11 017 |         |         |         |         |         |         |

На 1 января 2025 года по численности населения город находился на 891-м месте из 1124 городов Российской Федерации. Национальный состав: русские и тверские карелы.